# Rakovianska katekesen
Rakovianska katekesen (polska: Katechizm Rakowski) innehåller en summering av antitrinitariska doktriner från 1500-talet. Namnet kommer från byn Raków i Powiat Kielecki i Polen. Katekesens titel på latin är Catechesis Ecclesiarum quœ in Regno Poloniæ, et magno Ducato Lithuaniæ, et aliis ad istud Regnum pertinentibus Provinciis, affirmant, neminem alium, prœter Patrem Domini nostri Jesu Christi, esse illum unum DEUM Israëlis.
När Faustus Socinius åsikter blev allmänt kända blev det svårt för honom att stanna i Italien. Han inbjöds till Transsylvanien av en grupp begynnande antitrinitarier, och reste till Polen år 1580 för att ge stöd åt en annan sådan grupp. I Polen hittade han anhängare av Michael Servetus och gick med dem för att bilda en antitrinitarisk kyrka kallad Mindre Kyrkan. De antog den rakovianska katekesen. Den publicerades först år 1605 av de Polska Bröderna (Bracia polscy), och översattes sedan till flera andra språk. Dessa antitrinitarier blev senare kända som socinianer. Den Mindre Kyrkan överlevde i Polen tills den krossades av Romersk-katolska kyrkan under motreformationen.
1614 års upplaga av katekesen var tillägnad kung Jakob I av England till vilken många exemplar skickades. Kungen upprördes emellertid över vad han ansåg vara ett kätterskt verk och beordrade därför att samtliga kopior skulle brännas. Nya upplagor publicerades dock i hemlighet i Nederländerna och av vissa medlemmar inom Engelska kyrkan och andra avvikande rörelser. Man anser att spridandet av den rakovianska katekesen och dess idéer i England är den ursprungliga orsaken till ökningen av unitarismen i detta land.

## Särskiljande föreställningar i katekesen
- Förnekande av Kristi preexistens.
- Godkännande av jungfrufödseln.
- Förnekande av själens odödlighet.
- Godkännande av uppståndelsen från de döda.

## Översättningar
Thomas Rees översatte katekes till engelska, 1818. Men vid denna tid den mest engelska unitarierna redan hade utvecklats bortom fundamentalistiska inställning till Bibeln av de polska bröderna. Under 1850-talet många fundamentalistiska unitarier, särskilt i Skottland, gick den nya rörelsen av John Thomas.
Det finns idag cirka 9000 unitarister i Storbritannien.